# Biotechnologie

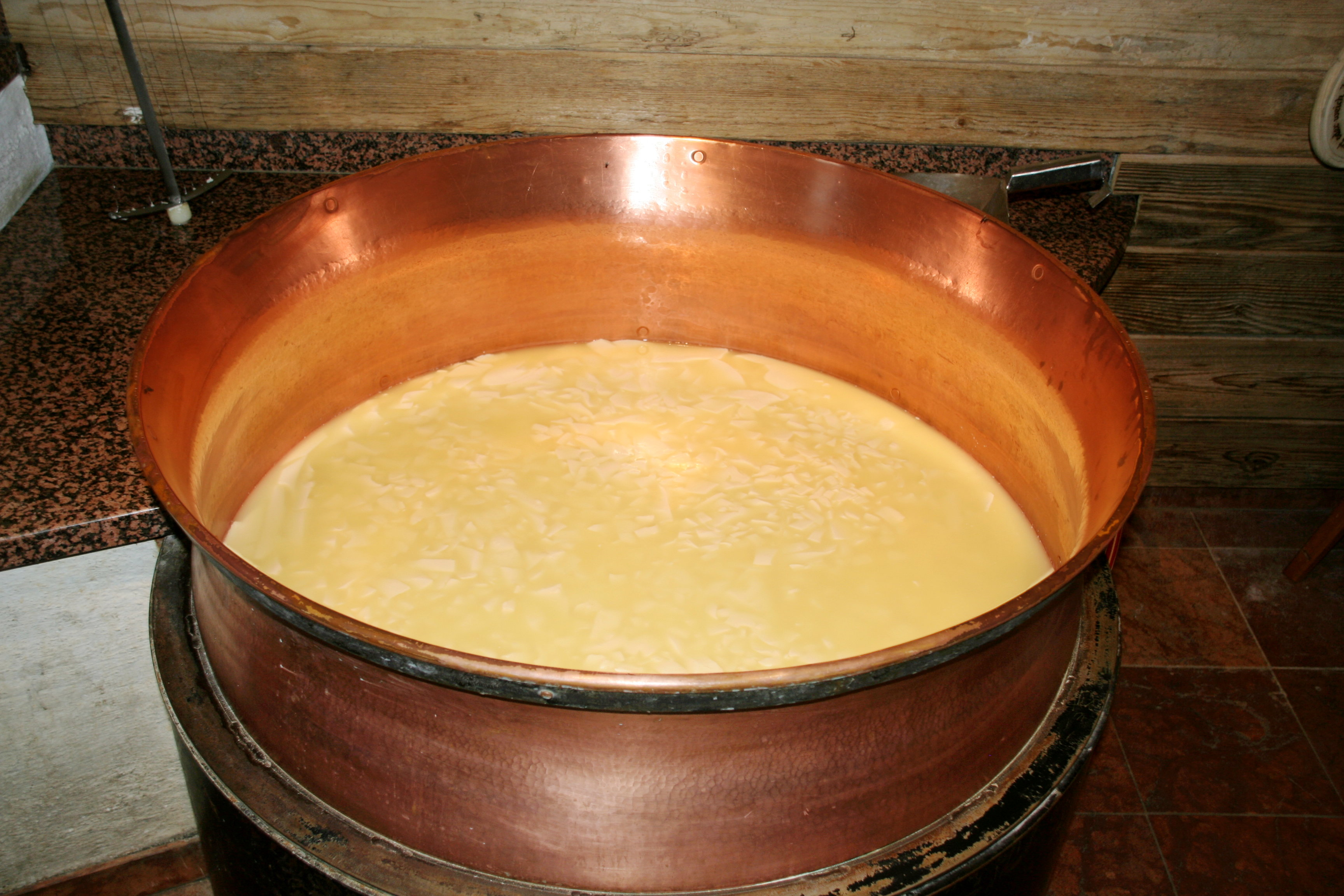
Dickete bei der Käseherstellung

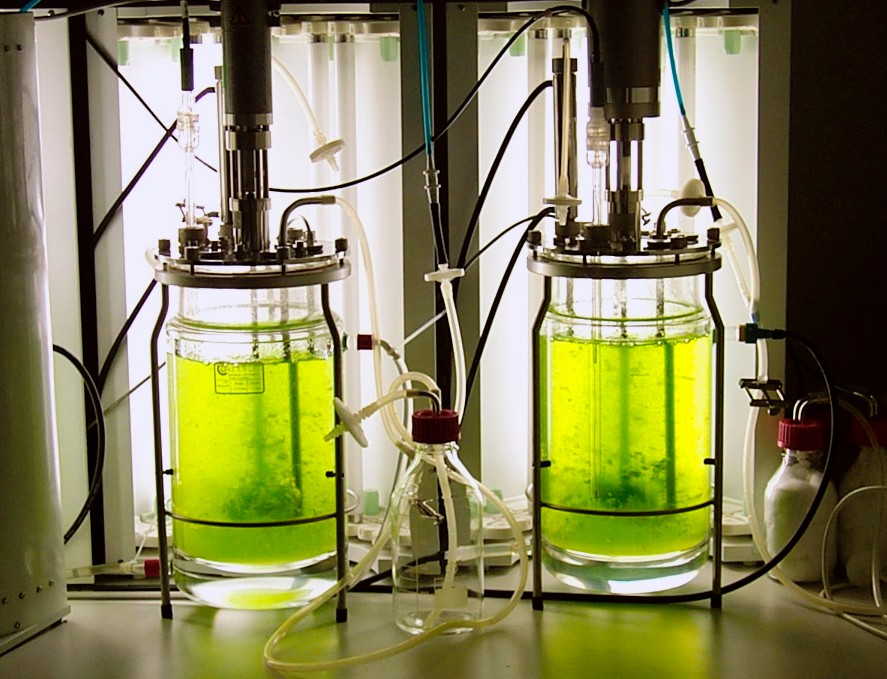
Moosbioreaktor

Die Biotechnologie (altgriechisch βίος bíos, deutsch ‚Leben‘; auch als Synonym zu Biotechnik und kurz als Biotech) ist eine interdisziplinäre Wissenschaft, die sich mit der Nutzung von Enzymen, Zellen und ganzen Organismen in technischen Anwendungen beschäftigt. Ziele sind u. a. die Entwicklung neuer oder effizienter Verfahren zur Herstellung chemischer Verbindungen und von Diagnosemethoden.
In der Biotechnologie werden Erkenntnisse aus vielen Bereichen, wie vor allem Mikrobiologie, Biochemie (Chemie), Molekularbiologie, Genetik, Bioinformatik und den Ingenieurwissenschaften mit der Verfahrenstechnik (Bioverfahrenstechnik) genutzt. Die Grundlage bilden chemische Reaktionen, die von freien oder in Zellen vorliegenden Enzymen katalysiert werden (Biokatalyse oder Biokonversion). Die Biotechnologie leistet wichtige Beiträge für den Prozess der Biologisierung.
Klassische biotechnologische Anwendungen wurden bereits vor Jahrtausenden entwickelt, wie z. B. die Herstellung von Wein und Bier mit Hefen und die Verarbeitung von Milch zu verschiedenen Lebensmitteln mithilfe bestimmter Mikroorganismen oder Enzyme. Die moderne Biotechnologie greift seit dem 19. Jahrhundert zunehmend auf mikrobiologische und seit Mitte des 20. Jahrhunderts auch auf molekularbiologische, genetische bzw. gentechnische Erkenntnisse und Methoden zurück. Dadurch ist es möglich, Herstellungsverfahren für chemische Verbindungen, z. B. als Wirkstoff für die Pharmazeutik oder als Grundchemikalie für die chemische Industrie, Diagnosemethoden, Biosensoren, neue Pflanzensorten und anderes zu entwickeln.
Biotechnische Verfahren können vielfältig in unterschiedlichsten Bereichen angewendet werden. Teilweise wird versucht, diese Verfahren nach Anwendungsbereichen zu sortieren, wie z. B. Medizin (Rote Biotechnologie), Pflanzen bzw. Landwirtschaft (Grüne Biotechnologie) und Industrie (Weiße Biotechnologie). Teilweise wird auch danach unterschieden, auf welche Lebewesen die Methoden angewendet werden, wie etwa in der Blauen Biotechnologie oder Gelben Biotechnologie, die sich auf Anwendungen bei Meereslebewesen bzw. Insekten bezieht.

## Geschichte
Bereits seit Jahrtausenden gibt es biotechnische Anwendungen, wie z. B. die Herstellung von Bier und Wein. Die biochemischen Hintergründe waren zunächst weitestgehend ungeklärt. Mit den Fortschritten in verschiedenen Wissenschaften, wie vor allem der Mikrobiologie im 19. Jahrhundert, wurde die Biotechnik wissenschaftlich bearbeitet, also die Biotechnologie entwickelt. So wurden optimierte oder neue biotechnische Anwendungsmöglichkeiten erschlossen. Weitere wichtige Schritte waren die Entdeckung der Desoxyribonucleinsäure (DNA oder DNS) in den 1950er-Jahren, das zunehmende Verständnis ihrer Bedeutung und Funktionsweise und die anschließende Entwicklung molekularbiologischer und gentechnischer Labormethoden.

### Erste biotechnische Anwendungen
Die ältesten Anwendungen der Biotechnik, die schon seit über 5000 Jahren bekannt sind, sind die Herstellung von Brot, Wein oder Bier (alkoholische Gärung) mithilfe der zu den Pilzen gehörenden Hefe. Durch die Nutzung von Milchsäurebakterien konnten zudem Sauerteig (gesäuertes Brot) und Sauermilchprodukte wie Käse, Joghurt, Sauermilch oder Kefir hergestellt werden. Eine der frühesten biotechnischen Anwendungen abseits der Ernährung waren Gerberei und Beize von Häuten mittels Kot und anderen enzymhaltigen Materialien zu Leder. Auf diese Produktionsverfahren bauten große Teile der Biotechnik bis in das Mittelalter auf, um 1650 entstand ein erstes biotechnisches Verfahren zur Essigherstellung.

### Entwicklung der Mikrobiologie

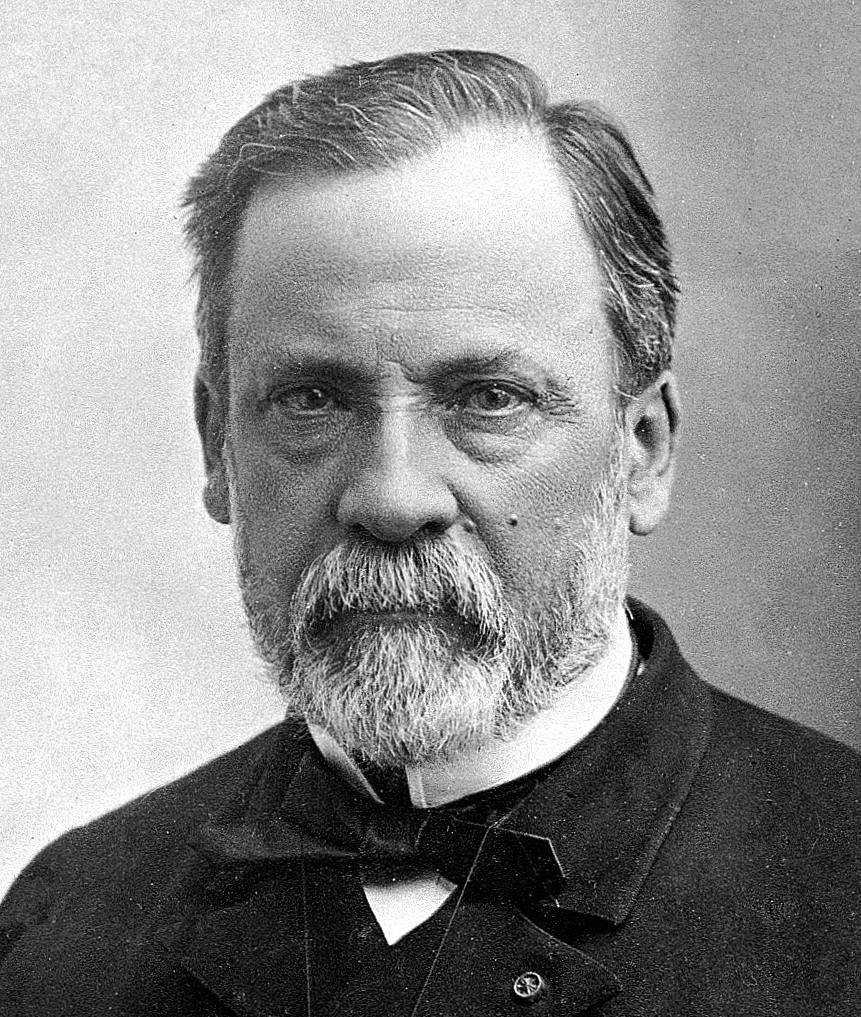
Louis Pasteur isolierte erstmals Essigsäurebakterien und Bierhefen.

Moderne Biotechnologie basiert wesentlich auf der Mikrobiologie, die in der zweiten Hälfte des 19. Jahrhunderts entstand. Vor allem die Entwicklung von Kultivierungsmethoden, der Reinkultur und der Sterilisation durch Louis Pasteur legten Grundsteine zur Untersuchung und Anwendung (Angewandte Mikrobiologie) von Mikroorganismen. Im Jahre 1867 konnte Pasteur mit diesen Methoden Essigsäurebakterien und Bierhefen isolieren. Um 1890 entwickelten er und Robert Koch erste Impfungen auf der Basis isolierter Krankheitserreger und setzten damit die Grundlage für die Medizinische Biotechnologie.
Der Japaner Jōkichi Takamine isolierte als erster ein einzelnes Enzym für die technische Verwendung, die Alpha-Amylase. Wenige Jahre später nutzte der deutsche Chemiker Otto Röhm tierische Proteasen (eiweißabbauende Enzyme) aus Schlachtabfällen als Waschmittel und Hilfsstoffe für die Lederherstellung.

### Biotechnologie im 20. Jahrhundert
Die großtechnische Herstellung von Butanol und Aceton durch Fermentation des Bakteriums Clostridium acetobutylicum wurde 1916 von dem Chemiker und späteren israelischen Staatspräsidenten Charles Weizmann beschrieben und entwickelt. Es handelte sich um die erste Entwicklung der Weißen Biotechnologie. Das Verfahren wurde bis zur Mitte des 20. Jahrhunderts angewendet, danach aber durch die wirtschaftlichere petrochemische Synthese aus der Propen-Fraktion des Erdöls abgelöst.
Die Herstellung von Citronensäure erfolgte ab dem Jahr 1920 durch Oberflächenfermentation des Pilzes Aspergillus niger. Im Jahre 1957 wurde erstmals die Aminosäure Glutaminsäure mithilfe des Bodenbakteriums Corynebacterium glutamicum produziert.

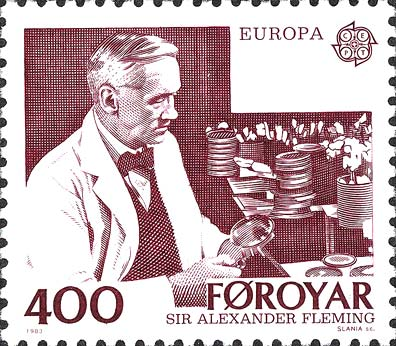
Alexander Fleming auf einer Briefmarke

1928/29 entdeckte Alexander Fleming im Pilz Penicillium chrysogenum das erste medizinisch verwendete Antibiotikum Penicillin. 1943 folgte das Antibiotikum Streptomycin durch Selman Waksman, Albert Schatz und Elizabeth Bugie. Im Jahr 1949 wurde die Herstellung von Steroiden in industriellem Maßstab umgesetzt. Anfang der 1960er-Jahre wurden Waschmitteln erstmals biotechnisch gewonnene Proteasen zur Entfernung von Eiweißflecken zugesetzt. In der Käseherstellung kann das Kälberlab seit 1965 durch das in Mikroorganismen hergestellte Rennin ersetzt werden. Ab 1970 konnten biotechnisch Amylasen und andere stärkespaltende Enzyme hergestellt werden, mit denen z. B. Maisstärke in den sogenannten „high-fructose corn syrup“, also Maissirup, umgewandelt und als Ersatz für Rohrzucker (Saccharose), z. B. in der Getränkeherstellung, verwendet werden konnte.

### Moderne Biotechnologie seit den 1970er-Jahren

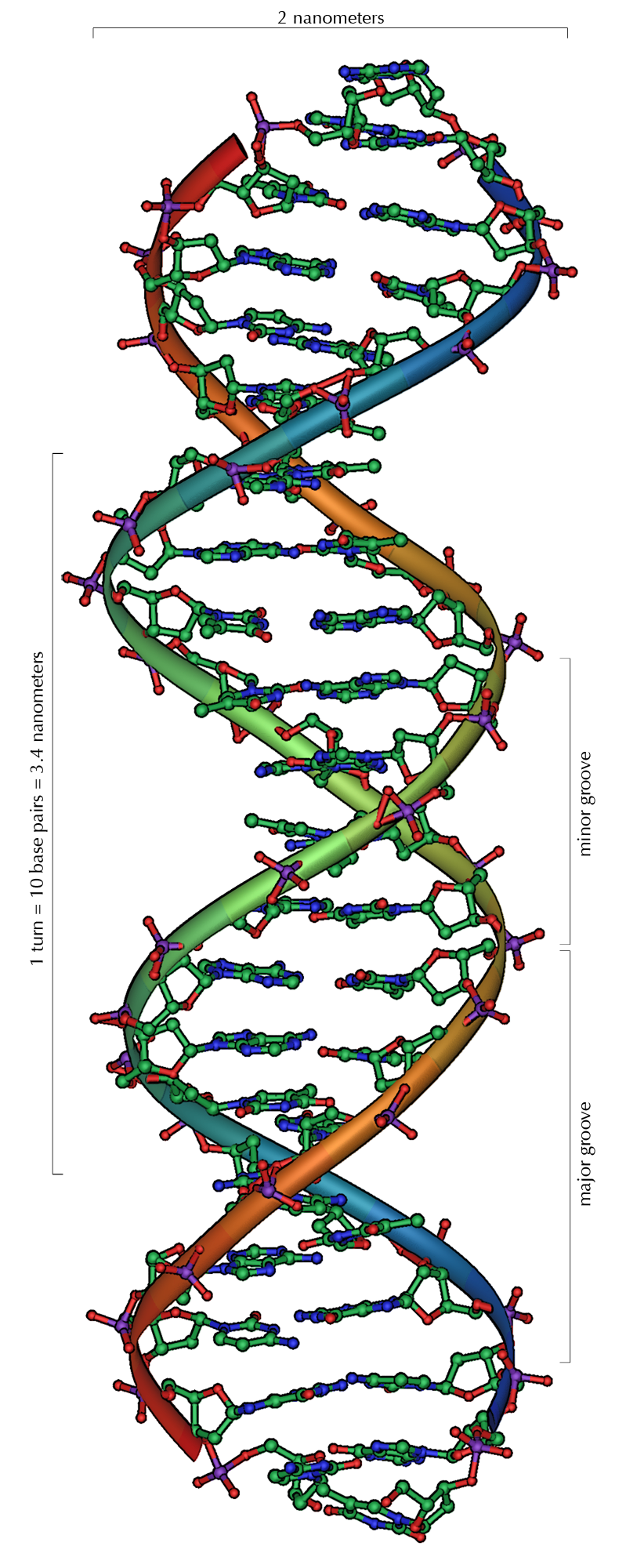
Strukturmodell eines Ausschnitts aus der DNA-Doppelhelix (B-Form) mit 20 Basenpaarungen

#### Aufklärung der DNA-Struktur
1953 klärten Francis Crick und James Watson die Struktur und Funktionsweise der Desoxyribonucleinsäure (DNA) auf. Damit wurde der Grundstein für die Entwicklung der modernen Genetik gelegt.
Seit den 1970er-Jahren kam es zu einer Reihe zentraler Entwicklungen in der Labor- und Analysetechnik. So gelang 1972 den Biologen Stanley N. Cohen und Herbert Boyer mit molekularbiologischen Methoden die erste In-vitro-Rekombination von DNA (Veränderung von DNA im Reagenzglas), sowie die Herstellung von Plasmidvektoren als Werkzeug zur Übertragung (ein Vektor) von Erbgut, z. B. in Bakterienzellen.
César Milstein und Georges Köhler stellten 1975 erstmals monoklonale Antikörper her, die ein wichtiges Hilfsmittel in der medizinischen und biologischen Diagnostik darstellen. Seit 1977 können rekombinante Proteine (ursprünglich aus anderen Arten stammende Proteine) in Bakterien hergestellt und in größerem Maßstab produziert werden. Im Jahr 1982 wurden erste transgene Nutzpflanzen mit einer gentechnisch erworbenen Herbizidresistenz erzeugt, sodass bei Pflanzenschutzmaßnahmen das entsprechende Herbizid die Nutzpflanze verschont. Im selben Jahr gelang die Erzeugung von Knock-out-Mäusen für die medizinische Forschung. Bei ihnen ist zumindest ein Gen inaktiviert, um dessen Funktion bzw. die Funktion des homologen Gens beim Menschen zu verstehen und zu untersuchen.

#### Genomsequenzierungen
Im Jahr 1990 startete das Humangenomprojekt, in dem bis 2001 (bzw. 2003 in den angestrebten Maßstäben) das gesamte menschliche Genom von 3,2 × 109 Basenpaaren (bp) entschlüsselt und sequenziert wurde. Die Sequenziertechnik basiert direkt auf der 1975 entwickelten Polymerase-Kettenreaktion (PCR), die eine schnelle und mehr als 100.000-fache Vermehrung bestimmter DNA-Sequenzen ermöglicht und so ausreichende Mengen dieser Sequenz, z. B. für Analysen, zur Verfügung stellte. Bereits 1996 war als erstes Genom das der Bäckerhefe (Saccharomyces cerevisiae) mit 2 × 107 bp vollständig aufgeklärt. Durch die rasante Weiterentwicklung der Sequenziertechnik konnten weitere Genome, wie im Jahr 1999 das der Taufliege Drosophila melanogaster (2 × 108 bp), relativ schnell sequenziert werden.
Die Bestimmung von Genomsequenzen führte zur Etablierung weiterer, darauf basierender Forschungsgebiete, wie der Transkriptomik, Proteomik, Metabolomik und der Systembiologie und zu einer Bedeutungszunahme, z. B. der Bioinformatik.

#### Anwendungen der Gentechnik
1995 kam mit der Flavr-Savr-Tomate das erste transgene Produkt auf den Markt und wurde in den USA und Großbritannien zum Verkauf zugelassen. Im Jahr 1996 erfolgten erste Versuche der Gentherapie beim Menschen und 1999 wurden humane Stammzellen erstmals in Zellkultur vermehrt. Im gleichen Jahr überschritt das Marktvolumen rekombinant hergestellter Proteine in der Pharmaindustrie erstmals den Wert von 10 Milliarden US-$ im Jahr. Das geklonte Schaf Dolly wurde 1998 geboren.
Durch die neu entwickelten gentechnischen Methoden boten sich der Biotechnologie neue Entwicklungsmöglichkeiten, die zur Entstehung der Molekularen Biotechnologie führten. Sie bildet die Schnittstelle zwischen der Molekularbiologie und der klassischen Biotechnologie. Wichtige Techniken sind z. B. die Transformation bzw. Transduktion von Bakterien mithilfe von Plasmiden oder Viren. Dabei können gezielt bestimmte Gene in geeignete Bakterienarten eingeschleust werden. Weitere Einsatzgebiete der molekularen Biotechnologie sind analytische Methoden, zum Beispiel zur Identifikation und Sequenzierung von DNA- oder RNA-Fragmenten.

## Zweige der Biotechnologie
Biotechnologie ist ein sehr weit gefasster Begriff. Entsprechend den jeweiligen Anwendungsbereichen wird sie daher in verschiedene Zweige unterteilt. Zum Teil überschneiden sich diese, sodass diese Unterteilung nicht immer eindeutig ist. Teilweise sind die Bezeichnungen noch nicht etabliert oder werden unterschiedlich definiert.
| Zweig                 | Anwendungsgebiete                                                    |
| --------------------- | -------------------------------------------------------------------- |
| Grüne Biotechnologie  | Einsatz in der Landwirtschaft; Pflanzenbiotechnologie                |
| Rote Biotechnologie   | Einsatz in der Medizin und Pharmazeutik; Medizinische Biotechnologie |
| Weiße Biotechnologie  | Einsatz in der Industrie; Industrielle Biotechnologie                |
| Graue Biotechnologie  | Einsatz in der Abfallwirtschaft                                      |
| Braune Biotechnologie | Technische bzw. Umwelttechnologie z. B. im Bodenschutz               |
| Blaue Biotechnologie  | biotechnologische Nutzung von Meeresressourcen                       |

Die Grüne Biotechnologie betrifft pflanzliche Anwendungen, z. B. für landwirtschaftliche Zwecke.
Die Rote Biotechnologie ist der Bereich medizinisch-pharmazeutischer Anwendungen, wie z. B. die Herstellung von Medikamenten und Diagnostika. Die Weiße Biotechnologie oder Industrielle Biotechnologie umfasst biotechnologische Herstellungsverfahren, vor allem für chemische Verbindungen in der Chemieindustrie, aber auch Verfahren in der Textil- oder Lebensmittelindustrie.
Weniger gängig sind die Einteilungen in die Bereiche Blaue Biotechnologie, die sich mit der Nutzung von Organismen aus dem Meer befasst, und Graue Biotechnologie mit biotechnologischen Prozessen im Bereich der Abfallwirtschaft (Kläranlagen, Dekontamination von Böden und Ähnliches).
Unabhängig von dieser Einteilung gibt es die als konventionelle Form bezeichnete Biotechnologie, die sich mit Abwasserreinigung, dem Kompostieren sowie weiteren ähnlichen Anwendungen befasst.

## Produktionsmethoden

### Organismen

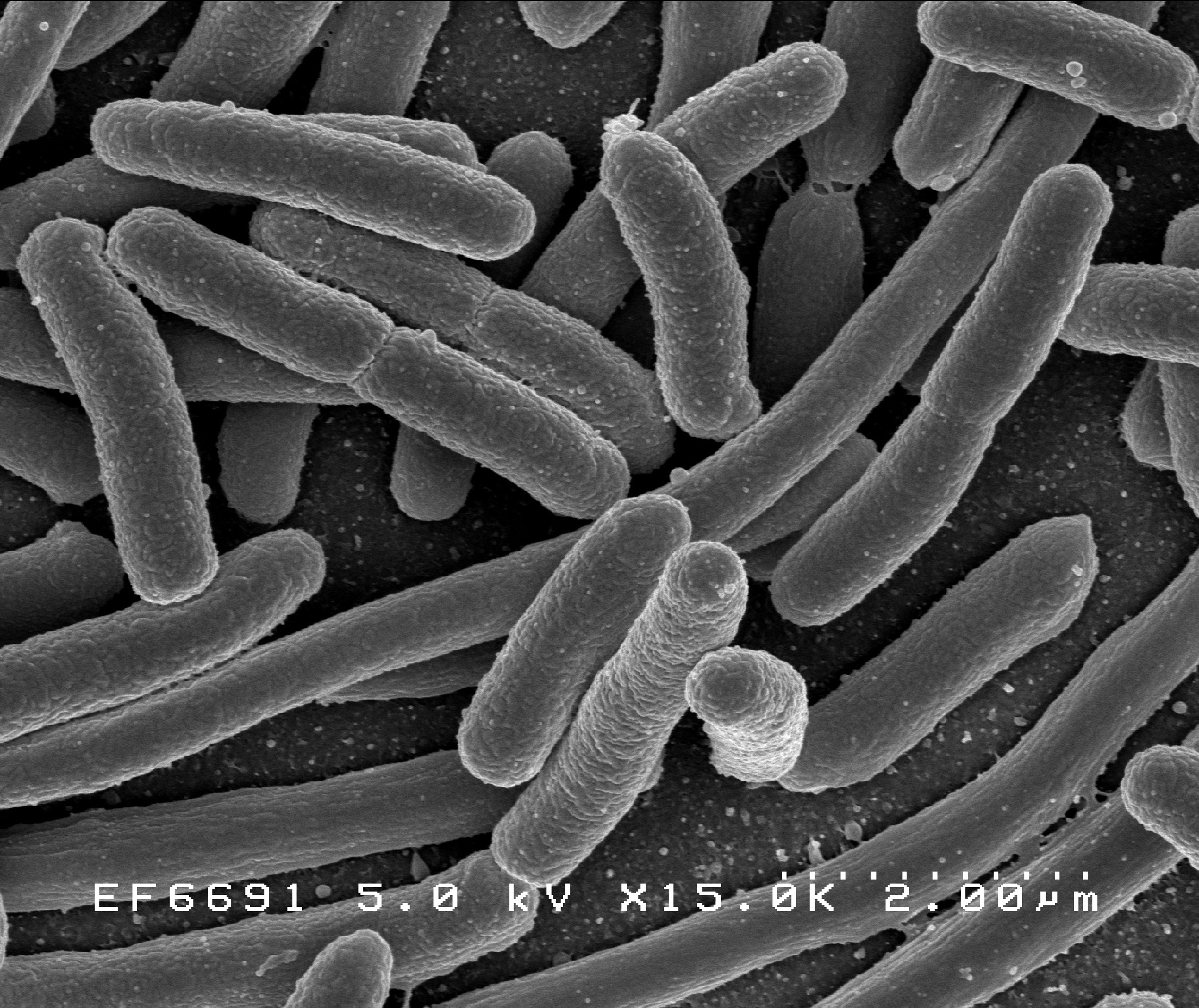
Das Bakterium Escherichia coli stellt einen der am häufigsten genutzten Organismen der Biotechnologie dar.

In der modernen Biotechnik werden mittlerweile sowohl Bakterien als auch höhere Organismen wie Pilze, Pflanzen oder tierische Zellen verwendet. Häufig eingesetzte Organismen sind oft bereits genau erforscht, wie etwa das Darmbakterium Escherichia coli oder die Backhefe Saccharomyces cerevisiae. Gut erforschte Organismen werden häufig für biotechnische Anwendungen eingesetzt, weil sie gut bekannt sind und bereits Methoden zu ihrer Kultivierung oder auch gentechnischen Manipulation entwickelt wurden. Einfache Organismen können zudem mit geringerem Aufwand genetisch modifiziert werden.
Zunehmend werden auch höhere Organismen (mehrzellige Eukaryoten) in der Biotechnik verwendet. Grund hierfür ist etwa die Fähigkeit, posttranslationale Veränderungen an Proteinen vorzunehmen, die z. B. bei Bakterien nicht stattfinden. Ein Beispiel dafür ist das Glykoprotein-Hormon Erythropoetin, unter der Abkürzung EPO als Dopingmittel bekannt. Allerdings wachsen eukaryotische Zellen langsamer als Bakterien und sind auch aus anderen Gründen schwieriger zu kultivieren.
Teilweise können Pharmapflanzen, die im Feld, im Gewächshaus oder im Photobioreaktor kultiviert werden, eine Alternative zur Herstellung dieser Biopharmazeutika sein.

### Bioreaktoren
Vor allem Mikroorganismen können in Bioreaktoren oder auch Fermentern kultiviert werden. Dies sind Behälter, in denen die Bedingungen so gesteuert und optimiert werden, sodass die kultivierten Mikroorganismen gewünschte Stoffe produzieren. In Bioreaktoren können verschiedene Parameter, wie z. B. pH-Wert, Temperatur, Sauerstoffzufuhr, Stickstoffzufuhr, Glukosegehalt oder Rührereinstellungen geregelt werden.
Da die einsetzbaren Mikroorganismen sehr unterschiedliche Ansprüche haben, stehen sehr unterschiedliche Fermentertypen zur Verfügung, wie z. B. Rührkesselreaktoren, Schlaufenreaktoren, Airliftreaktoren, sowie lichtdurchlässige Photobioreaktoren zur Kultivierung von Photosynthese-Organismen (etwa Algen und Pflanzen).

## Anwendungen

Max-Delbrück-Centrum für Molekulare Medizin in Berlin

Siehe entsprechende Absätze in den Artikeln: Weiße Biotechnologie, Rote Biotechnologie, Grüne Biotechnologie, Graue Biotechnologie und Blaue Biotechnologie
Durch die Vielfältigkeit der Biotechnologie sind zahlreiche Anwendungsbereiche und Produkte mit ihr verknüpft bzw. auf sie angewiesen:
- Antikörpertechnologien: Herstellung z. B. von monoklonalen Antikörpern für verschiedenste diagnostische Methoden in medizinische und biologischer Anwendung und Forschung
- Bioelektronik: Verknüpfung von Biologie und Elektronik, z. B. zur Entwicklung von Biosensoren
- Bioinformatik: Verarbeitung von Daten, die mit biotechnologischen Methoden, wie z. B. Genomsequenzierungen, gewonnen wurden; aber auch Grundlage für die Entwicklung neuer biotechnologischer Methoden und Anwendungen
- Bioverfahrenstechnik: Umsetzung biotechnologischer Anwendungen, wie z. B. Entwicklung von Fermentationsverfahren
- Bioremediation: Beseitigung von Altlasten, wie z. B. giftigen organischen Verbindungen in Böden, durch Nutzung der biochemischen Fähigkeiten, z. B. von Bakterien
- DNA-Chip-Technologie: Nutzung sogenannter DNA-Chips für umfangreiche Screenings, z. B. in Genetik (z. B. Diagnose von Erbkrankheiten), Gentechnik etc.
- Downstream Processing: Aufbereitung (Aufreinigung) von biotechnisch hergestellten Verbindungen, z. B. aus Fermentationsprozessen bzw. -ansätzen
- Ethanol-Kraftstoff: Herstellung des Biokraftstoffs Bioethanol, z. B. aus Getreidestärke, mithilfe von Mikroorganismen, die alkoholische Gärung betreiben, und von Enzymen, die den Verfahrensablauf verbessern
- Gentest-Entwicklung: z. B. Nachweis von Mutationen, die Erbkrankheiten wie Chorea Huntington auslösen
- Gentherapie: z. B. Einbringen einer intakten Genvariante zur vorübergehenden oder dauerhaften Behebung eines Gendefekts
- Klonen: z. B. therapeutisches Klonen, um aus den gewonnenen Zellen in vitro Ersatzorgane für den Patienten, von dem die Ausgangzellen stammen, zu erzeugen
- Klontechnologien (Klonierung): Übertragung einer bestimmten DNA-Sequenz in einen Organismus, z. B. des menschlichen Insulin-Gens in ein Bakterium, zur rekombinanten Herstellung von Insulin
- Kriminalistische Anwendungen (siehe auch Genetischer Fingerabdruck): Identifizierung eines Täters anhand der Untersuchung von Spuren mit biotechnologischen Methoden
- Nanobiotechnologie (siehe auch Nanotechnologie)
- Nutrigenomik: z. B. Entwicklung von Functional Food zur medizinischen Prävention
- Pharmakogenomik: Entwicklung individualisierter (optimierter) Arzneimitteltherapien, z. B. für spezifische Populationen bzw. Bevölkerungsanteile
- Pharmazeutische Biotechnologie (Teilgebiet der Roten Biotechnologie)
- Protein-Engineering: gezieltes Entwerfen von veränderten oder neuen Proteinen für spezifische Anwendungen
- Stammzelltherapie: Nutzung von omni- oder pluripotenten Stammzellen zur Therapie verschiedener Krankheiten
- Tissue Engineering oder Gewebezüchtung: In-vitro-Erzeugung von Geweben für die Anwendung in der Regenerative Medizin
- Transgene Technologien
- Xenotransplantation: Übertragung von Zellen oder Geweben zwischen verschiedenen Spezies
- Cellulose-Ethanol: Erzeugung von Bioethanol aus der bisher enzymatisch nicht effizient zugänglichen Cellulose durch Nutzung rekombinant hergestellter Enzyme
- u. v. m.

## Perspektive
Viele Anwendungen der Biotechnologie basieren auf dem guten Verständnis der Funktionsweise von Organismen. Durch neue Methoden und Ansätze, wie z. B. der Genomsequenzierung und daran angeschlossene Forschungsbereiche wie Proteomics, Transcriptomics, Metabolomics, Bioinformatik etc., wird dieses Verständnis immer weiter ausgebaut. So werden immer mehr medizinische Anwendungen möglich, in der Weißen Biotechnologie können bestimmte chemische Verbindungen, z. B. für pharmazeutische Zwecke oder als Grundstoff der chemischen Industrie, erzeugt werden und Pflanzen können für bestimmte Umweltbedingungen oder ihren Nutzungszweck optimiert werden. Häufig können auch bisherige Anwendungen durch vorteilhaftere biotechnische Verfahren ersetzt werden, wie z. B. umweltbelastende chemische Herstellungsverfahren in der Industrie. Es wird daher erwartet, dass das Wachstum der Biotechnologie-Branche sich in Zukunft fortsetzen wird.